# Isotiocianato de fluoresceína
Isotiocianato de fluoresceína (citado também com a sigla FITC, de seu nome em inglês fluorescein isothiocyanate) é um derivado da fluoresceína usado numa grande quantidade de aplicações como citometria de fluxo, RFG (rítmo de filtração de glomerular), na marcação por conjugação de anticorpos, onde é o corante mais utilizado, etc.
FITC é a molécula original de fluoresceína modificada com um grupo reativo isocianato (-N=C=S), substituindo um átomo de hidrogênio no anel inferior da estrutura. Este derivado é reativo porque atrai-se por grupos aminas e sulfidrila em proteínas.
Um grupo funcional succinimidil-éster ligado ao núcleo fluoresceína, produzindo NHS-fluoresceína, forma derivados de amina reativos que possuem maior especificidade que muitas outras aminas na presença de outros nucleófilos.
FITC tem comprimentos de onda de excitação e emissão de aproximadamente 495 nm/521 nm. Como outros fluorocromos, é propenso ao fotobranqueamento. Por causa dos mais recentes derivados de fluoresceína tais como Alexa 488 e DyLight 488, tem sido relacionado a várias aplicações químicas e biológicas onde maior fotoestabilidade, maior intensidade de fluorescência, ou diferentes grupos adicionados são necessitados.
É utilizado dissolvido em DMSO quando em conjugação de anticorpos em concentrações de aproximadamente 1 mg/mL.
É utilizado também em estudos e análises de domínios de ligação à celulose (CBD, do inglês cellulose-binding domain) na alteração de fibras de celulose.